# Veltheim
Veltheim là một đô thị ở huyện Wolfenbüttel, trong bang Niedersachsen, nước Đức. Đô thị Veltheim có diện tích 8,44 km².

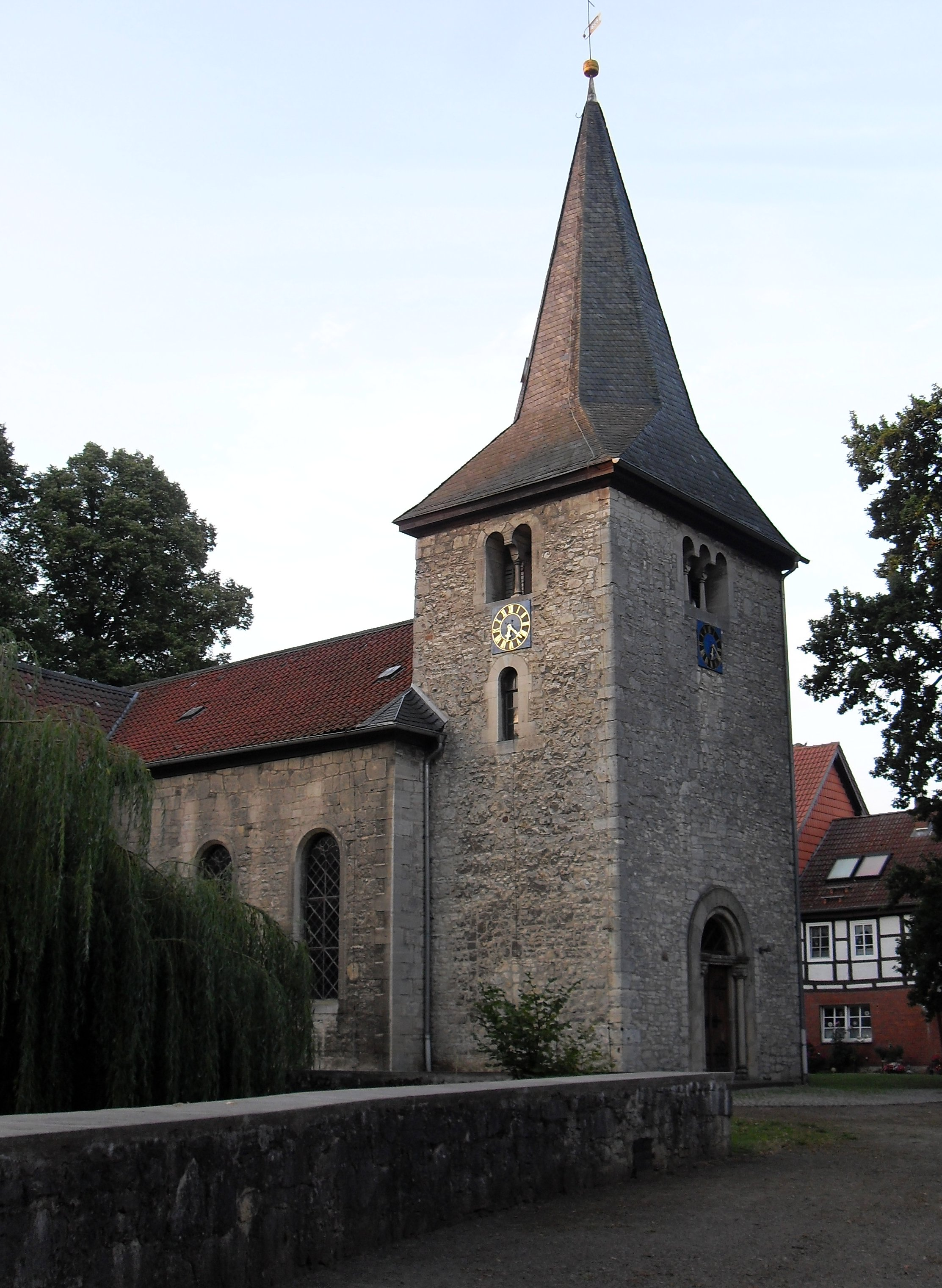
Nhà thờ Tin lành ở Veltheim